# حرب البلاتين
حدثت حرب البلاتين (18 أغسطس 1851-3 فبراير 1852) بين الكونفدرالية الأرجنتينية وتحالف ضم إمبراطورية البرازيل والأوروغواي ومقاطعتي إنتري ريوس وكوريينتس الأرجنتينيّتين. كانت الحرب جزءًا من نزاع طويل الأمد بين الأرجنتين والبرازيل للسيطرة على أوروغواي وباراغواي، والهيمنة على منطقة البلاتين (المناطق المتاخمة لريو دي لا بلاتا). وقع النزاع في أوروغواي وشمال شرق الأرجنتين، وفي ريو دي لا بلاتا. كانت مشاكل أوروغواي الداخلية، ومنها الحرب الأهلية الطويلة في أوروغواي (الحرب العظمى)، عوامل مؤثرة بشدة أدت إلى نشوب حرب البلاتين.
في عام 1850، كانت منطقة البلاتين غير مستقرة سياسيًا. على الرغم من فرض حاكم بوينس آيرس خوان مانويل دي روساس، سيطرته الديكتاتورية على مقاطعات أرجنتينية أخرى، عانت سلطته من سلسلة من الثورات الإقليمية. وفي الوقت نفسه، عانت الأوروغواي من حربها الأهلية الخاصة، التي بدأت بعد حصولها على الاستقلال عن الإمبراطورية البرازيلية في عام 1828 في حرب السيزبلاتين. دعم روساس حزب أوروغواي الأبيض في هذا الصراع، ورغب في توسيع الحدود الأرجنتينية لتشمل المناطق التي كان تسيطر عليها سابقًا ملكية ريو دي لا بلاتا البديلة الإسبانية. وهذا يعني تعزيز السيطرة على الأوروغواي وباراغواي وبوليفيا. هدد هذا الأمر السيادة البرازيلية ومصالحها، إذ أخذت الملكية الإسبانية البديلة القديمة أيضًا أقاليم كانت تابعة لفترة طويلة ضمن مقاطعة ريو غراندي دو سول البرازيلية.
اتبعت البرازيل بنشاط سبل القضاء على تهديد روساس، في عام 1851، تحالفت مع مقاطعتي كوريينتس وإنتري ريوس الأرجنتينيتين الانفصاليتين (بقيادة خوستو خوسيه دي كاروكا)، وحزب كولورادو المعارض لروساس في الأوروغواي. بعد ذلك أمنت البرازيل الجناح الجنوبي الغربي بتوقيع تحالفات دفاعية مع الباراغواي وبوليفيا. أعلن روساس الحرب على البرازيل، مواجهًا تحالفًا هجوميًا ضد نظامه.
تقدمت قوات الحلفاء أولًا في أراضي الأوروغواي، وهزمت مؤيدي حزب روساس الأبيض بقيادة مانويل أوريبي. بعد ذلك تقسّم جيش الحلفاء، وتقدمت الذراع الرئيسية برًا لتشغل دفاعات روساس الرئيسية، في حين شنت الأخرى هجومًا بحريًا موجهًا على بوينس آيرس.
انتهت حرب البلاتين عام 1852 بفوز الحلفاء في معركة كاسيروس، وبُسطت الهيمنة البرازيلية على جزء كبير من أمريكا الجنوبية لبعض الوقت. بشرت الحرب بفترة من الاستقرار الاقتصادي والسياسي في إمبراطورية البرازيل، ومع رحيل روساس بدأت الأرجنتين عملية سياسية أدت إلى توحيد أكبر للدولة، ولكن لم يضع انتهاء حرب البلاتين حلًا نهائيًا للقضايا داخل منطقة البلاتين، استمر الاضطراب في السنوات التالية، وحدثت نزاعات داخلية بين الفصائل السياسية في الأوروغواي، وحرب أهلية طويلة في الأرجنتين، وأكدت الباراغواي الناشئة على مطالبها. حدثت حربان دوليتان كبيرتان أخريان (حرب الباراغواي) خلال العقدين التاليين، أثارتهما الطموحات والنزاعات الإقليمية حول النفوذ.

## خلفية عامة

### حكم روساس في الأرجنتين
أصبح الدون خوان مانويل دي روساس حاكمًا لبوينس آيريس بعد فترة وجيزة من الفوضى عقب نهاية حرب السيزبلاتين عام 1828. نظريًا، كان روساس يتمتع بقدر من السلطة مماثل لسلطة حكام الأقاليم الأرجنتينية الأخرى، ولكن في الواقع حكم الكونفدرالية الأرجنتينية بأكملها، كما كانت تعرف البلاد آنذاك، على الرغم من أنه كان أحد الفدراليين، وهو فصيل طالب بمزيد من الحكم الذاتي الإقليمي، بسط روساس سيطرته عمليًا على الأقاليم الأخرى وأصبح ديكتاتورًا افتراضيًا للأرجنتين. خلال حكمه الذي دام 20 عامًا، شهدت البلاد تجدد النزاعات المسلحة بين الموحدين (الفصيل السياسي المنافس له) والفدراليين. 
أراد روساس إعادة تأسيس ملكية ريو دي لا بلاتا البديلة القديمة. وسعى إلى بناء دولة جمهورية قوية تقع الأرجنتين في مركزها. انقسمت الملكية البديلة إلى عدة دول منفصلة عقب حرب الاستقلال الأرجنتينية في بداية القرن التاسع عشر. لتحقيق إعادة التوحيد، احتاجت الحكومة الأرجنتينية إلى ضم البلدان المجاورة الثلاثة وهي بوليفيا والأوروغواي والباراغواي، وأخذ جزء من المنطقة الجنوبية للبرازيل. كان على روساس أولًا أن يجمع الحلفاء ممن شاركوه رؤيته في جميع أنحاء المنطقة، في بعض الحالات، عنى ذلك أنه اضطُر أن يشارك في السياسة الداخلية للبلدان المجاورة، ويدعم أولئك المتعاطفين تجاه الاتحاد مع الأرجنتين، وحتى أن يمول الثورات والحروب من حينٍ لآخر.

## المرحلة 1: غزو الحلفاء لأوروغواي
قاد كونت كاكسياس جيشًا برازيليًا قوامه 16200 جندي محترف عبر الحدود بين ريو غراندي دو سول وأوروغواي في 4 سبتمبر 1851. وتألفت قوته من أربعة فرق، تضم 6500 جندي مشاة و8900 فارس و800 مدفعي و26 مدفعًا، أقل بقليل من نصف إجمالي الجيش البرازيلي (37000 رجل)، بينما بقي 4000 من رجاله في البرازيل لحماية حدودها.
دخل الجيش البرازيلي أوروغواي في ثلاث مجموعات: القوة الرئيسية، التي تتكون من الفرقتين الأولى والثانية المتبقية من سانتانا دو ليفرامنتو، والتي تضمنت حوالي 12000 رجل تحت القيادة الشخصية لكاكسياس. غادرت القوة الثانية، بقيادة العقيد ديفيد كانابارو، من كوارايام، وتألفت من القسم المسؤول عن حماية الجناح الأيمن لكاشياس. غادرت القوة الثالثة بقيادة العميد خوسيه فرنانديز، من جاكواراو لحماية يسار كاكسياس. انضمت الفرقة الرابعة في كانابارو إلى قوات كاكسياس بعد وقت قصير من وصولها إلى بلدة فروتوسو في أوروغواي، ثم انضمت القوة المشتركة إلى فرنانديز قبل وصولها إلى مونتيفيديو.

### هزيمة أوريبي
في هذه الأثناء حاصرت قوات أوركويزا وأوجينيو غارزون جيش أوريبي بالقرب من مونتيفيديو. بلغ عدد قواتهم حوالي 15000 رجل، أي حوالي ضعف عدد جيش أوريبي البالغ 8500. وإدراكًا منه أن البرازيليين كانوا يقتربون ويعرفون أنه لا أمل في النصر، أمر أوريبي قواته بالاستسلام بدون قتال في 19 أكتوبر، وتراجع واعتزل في مزرعته في باسو ديل مولينو.
منع الأسطول البرازيلي، بسفنه المنتشرة في جميع أنحاء نهر ريفر بليت وروافده، جيش أوريبي المهزوم من الهروب إلى الأرجنتين. اقترح أوركويزا على غرينفيل أنه يجب عليهم ببساطة قتل أسرى الحرب، لكن رفض غرينفيل إيذاء أي منهم. وبدلًا من ذلك، دُمجت جنود أوريبي في جيش أوركيزا وجنود الأوروغواي في جيش غارزون.
استولى الجيش البرازيلي بسهولة على الأراضي المتبقية في أوروغواي بلانكو، وصد بقايا قوات أوريبي التي هاجمت أجنحتها في عدة مناوشات. في 21 نوفمبر شكل ممثلو البرازيل وأوروغواي وإنتري ريوس وكورينتس تحالفًا آخر في مونتيفيديو بهدف «تحرير الشعب الأرجنتيني من الاضطهاد الذي يعاني منه في ظل حكم الطاغية روساس».

## المرحلة 2، غزو الحلفاء للأرجنتين

### تقدم جيش الحلفاء
بعد فترة وجيزة من استسلام أوريبي، انقسمت قوات الحلفاء إلى مجموعتين، وكانت الخطة أن تقوم قوة واحدة بالمناورة من أعلى النهر وتكتسح بوينس آيرس من سانتا في، بينما تقوم الأخرى بالهبوط في ميناء بوينس آيرس نفسها. تتكون المجموعة الأولى من هذه المجموعات من القوات الأوروغوانية والأرجنتينية، جنبًا إلى جنب مع الفرقة الأولى من الجيش البرازيلي بقيادة العميد مانويل ماركيز دي سوزا (فيما بعد كونت بورتو أليغري).
في 17 ديسمبر 1851، مر سرب من السفن البرازيلية، يتألف من أربع سفن بخارية وثلاثة طرادات وسفينة شراعية واحدة تحت قيادة غرينفيل من ممر نهر بارانا خلال المعركة، وسُمي الممر بعد ذلك باسم ممر تونليرو. شكل الأرجنتينيون خطًا دفاعيًا قويًا في ممر تونليرو، بالقرب من منحدرات أسيفيدو، محميًا بـ 16 مدفعية و2000 جندي تحت قيادة الجنرال لوسيو نوربرتو مانسيلا. تبادلت القوات الأرجنتينية إطلاق النار مع السفن الحربية البرازيلية لكنها لم تتمكن من منعها من التقدم. في اليوم التالي، عادت السفن البرازيلية وشقت طريقها عبر دفاعات تونليرو، وحملت القوات المتبقية من الفرقة البرازيلية ماركوس دي سوسا نحو غواليغوايشو. أدى هذا التدفق الثاني للسفن إلى انسحاب مانسيلا وجنوده في حالة من الفوضى، وتركوا مدفعيتهم، معتقدين أن الحلفاء كانوا يعتزمون الهبوط ومهاجمة مواقعهم من الخلف.
واصل جيش الحلفاء شق طريقه إلى نقطة التجمع في غواليغوايشو. سافر أوركويزا وسلاح الفرسان برًا من مونتيفيديو، بينما حملت السفن الحربية البرازيلية المشاة والمدفعية عبر نهر أوروغواي. بعد الاجتماع، ساروا غربًا حتى وصلوا إلى مدينة ديامانتي على الجانب الشرقي من نهر بارانا في منتصف ديسمبر 1851. انتقلت قوات أوجينيو غارزون وقوات الأوروغواي من مونتيفيديو إلى بوتريرو بيريز بواسطة السفن الحربية البرازيلية وواصلوا السير على الأقدام حتى وصولها إلى ديامانتي في 30 ديسمبر 1851، عندما لُم شمل جميع قوات الحلفاء أخيرًا.
انتقلت القوات من ديامانتي إلى الجانب الآخر من نهر بارانا، حيث هبطت في سانتا في. هربت القوات الكونفدرالية الأرجنتينية من المنطقة بدون أي مقاومة. سار جيش الحلفاء، أو «الجيش الكبير لأمريكا الجنوبية» وأطلق عليه رسميًا أوركويزا، نحو بوينس آيرس.
في هذه الأثناء، بقيت القوة الثانية، التي تضم غالبية القوات البرازيلية (حوالي 12000 رجل) تحت قيادة كاكسياس، في كولونيا ديل ساكرامنتو. أخذ القائد البرازيلي باخرة دوم أفونسو (سميت على شرف الأمير الراحل أفونسو) ودخل الميناء في بوينس آيرس لاختيار أفضل مكان لإنزال قواته. كان يتوقع أن يضطر إلى هزيمة الأسطول الأرجنتيني الراسخ هناك، لكن القوة لم تفعل شيئًا لمنعه وعاد بأمان إلى ساكرامنتو للتخطيط لهجومه. لكن أُحبط الهجوم عندما وردت أنباء عن انتصار الحلفاء في كاسيروس.

### هزيمة روساس
كان جيش الحلفاء يتقدم في العاصمة الأرجنتينية بوينس آيرس برًا، بينما كان الجيش البرازيلي بقيادة كاكسياس يخطط لهجوم داعم عن طريق البحر. في 29 يناير في معركة ألفاريز فيلد، هزمت طليعة الحلفاء قوة من 4000 أرجنتيني بقيادة كولونيلَين أرسلهم الجنرال أنجيل باتشيكو لإبطاء التقدم. تراجع باتشيكو. بعد يومين، هُزمت القوات تحت قيادته الشخصية في معركة جسر ماركيز من قبل فرقتَين حليفتَين. في 1 فبراير 1852، ابتعدت قوات الحلفاء حوالي تسعة كيلومترات عن بوينس آيرس. في اليوم التالي، انتهت مناوشة قصيرة بين الجيشين بتراجع الأرجنتينيين.
في 3 فبراير، واجه جيش الحلفاء القوة الأرجنتينية الرئيسية بقيادة روساس نفسه. على الورق، كان الجانبان متكافئين بشكل جيد. ضم الحلفاء 20000 أرجنتيني و2000 من الأوروغواي و4000 النخبة البرازيلية يبلغ مجموع أفرادها 26000 رجل و45 مدفعًا (16000 فارسًا و9000 جندي مشاة و1000 مدفعي). على الجانب الأرجنتيني، كان لروساس 15000 من الفرسان و10000 من المشاة و1000 من المدفعية، بإجمالي 26000 رجل و60 مدفعًا. كان روساس قادرًا على اختيار أفضل المواقع لجيشه، باختيار الأرض المرتفعة على منحدرات تل في كاسيروس، التي تقع على الجانب الآخر من مورون. كان مقره في قصر على رأس كاسيروس.
كان قادة الحلفاء هم دي سوزا، ومانويل لويس أوسوريو (لاحقًا ماركيز إرفال)، وخوسيه ماريا بيران، وخوسيه ميغيل غالان (الذي حل محل غارزون بعد وفاته غير المتوقعة في ديسمبر 1851)، وأوركيزا، والرئيسَين الأرجنتيني المستقبلي بارتولومي ميتر ودومينغو سارمينتو، كلاهما يقود الموحدين الأرجنتينيين. شكل هؤلاء الرجال مجلس حرب، وأعطوا أوامر ببدء الهجوم. على الفور تقريبًا بدأت الوحدات الأمامية للجيشين في الانخراط في المعركة.
أسفرت معركة كاسيروس عن نصر حاسم للحلفاء. على الرغم من أن موقفهم كان ضعيفًا في بداية المعركة، لكن جنود الحلفاء تمكنوا من إبادة قوات روساس في معركة استمرت معظم اليوم. قبل دقائق قليلة من وصول قوات الحلفاء إلى مقر روساس، هرب الديكتاتور الأرجنتيني من ساحة المعركة. متنكرًا في زي بحار، سعى لمقابلة روبرت جور، السفير البريطاني في بوينس آيرس، وطلب اللجوء. وافق السفير على اصطحاب دي روساس وابنته مانويليتا إلى المملكة المتحدة، حيث أمضى آخر عشرين عامًا من حياته. وذكر التقرير الرسمي أن 600 رجل من جانب الحلفاء أصيبوا أو ماتوا، في حين أن الخسائر الأرجنتينية كانت 1400 قتيل وجريح و7000 أسير. وبالنظر إلى مدة المعركة وحجمها، قد يكون هذا أقل من الواقع.
للاحتفال بانتصارهم، سار جنود الحلفاء منتصرين في شوارع بوينس آيرس. تضمنت المسيرات الجيش البرازيلي، الذي أصر على إجراء موكبه الانتصار في 20 فبراير، للاحتفال ردًا على الهزيمة التي تعرض لها في معركة إيتوزاينجو قبل خمسة وعشرين عامًا في ذلك التاريخ. قيل إن سكان بوينس آيرس كانوا ينظرون بصمت بمزيج من الخزي والعداء أثناء مرور البرازيليين.